# Tekken 6
Tekken 6 (鉄拳6, Tekken 6), és la sisena entrega de la saga de videojocs del gènere de lluita, Tekken. Va ser llançat a les màquines arcade el 26 de novembre de 2007 al Japó i per a les consoles de setena generació PlayStation 3 i Xbox 360 el 27-29-30 d'octubre de 2009 i per a PlayStation Portable l'11 de desembre de 2009 (versió PAL), a més, el vestuari d'alguns dels personatges van estar a càrrec del famós grup mangakas Clamp.

## Argument
Després de guanyar el "The King of Iron Fist Tournament 5", Jin és ara el nou propietari de la Mishima Zaibatsu i aprofitant-se d'una crisi mundial, declara a la Mishima Zaibatsu nació independent i comença una guerra de conquesta per tot el globus. Mentrestant, Kazuya Mishima, el seu pare, es fa càrrec de G Corporation i es revela com a principal opositor a la guerra de Jin. A més, un capità de les Tekken Force anomenat Lars Alexandersson ha creat un exèrcit rebel que s'oposa tant a la Mishima Zaibatsu com a G Corporation. Veient que no té altra alternativa, Jin decideix crear el "The King of Iron Fist Tournament 6" per atreure als seus principals rivals, el premi seguirà sent com sempre, adreçar a la totpoderosa Mishima Zaibatsu.

## Personatges

### Personatges nous a Tekken 6 en la versió Arcade
- Bob
- Jack-6
- Leo
- Miguel Caballero Rojo
- Zafina
- Azazel
- NANCY-MI847J

### Personatges nous a Tekken 6 en la versió Bloodline
- Alisa Bosconovitch
- Lars Alexandersson

### Personatges clàssics
| - Anna Williams - Armor King - Asuka Kazama - Baek Doo San - Bruce Irvin - Bryan Fury - Christie Monteiro | - Craig Marduk - Devil Jin - Eddy Gordo - Feng Wei - Ganryu - Heihachi Mishima - Hwoarang | - Jin Kazama - Julia Chang - Kazuya Mishima - King - Kuma - Lee Chaolan | - Lei Wulong - Lili Rochefort - Ling Xiaoyu - Marshall Law - Mokujin - Nina Williams - Panda | - Paul Phoenix - Raven - Roger Jr. - Sergei Dragunov - Steve Fox - Wang Jinrei - Yoshimitsu |